# Onthophagus rupicapra
Onthophagus rupicapra är en skalbaggsart som beskrevs av Waterhouse 1894. Onthophagus rupicapra ingår i släktet Onthophagus och familjen bladhorningar. Inga underarter finns listade i Catalogue of Life.